# Recurvoidoidea
Recurvoidoidea, previamente denominada Recurvoidacea, es una superfamilia de foraminíferos del suborden Lituolina y del orden Lituolida. Su rango cronoestratigráfico abarca desde el Triásico medio hasta la Actualidad.

## Discusión
Clasificaciones previas incluían los géneros de Recurvoidoidea en las superfamilias Haplophragmioidea, Lituoloidea y Spiroplectamminoidea, y en el suborden Textulariina del orden Textulariida, o en el orden Lituolida sin diferenciar el suborden Lituolina.

## Clasificación
Recurvoidoidea incluye a las siguientes familias:
- Familia Ammosphaeroidinidae
- Familia Plectorecurvoididae
- Familia Ammobaculinidae
- Familia Acupeinidae